# Srivaikuntam
Srivaikuntam (o Srivaikundam) è una suddivisione dell'India, classificata come town panchayat, di 16.214 abitanti, situata nel distretto di Thoothukudi, nello stato federato del Tamil Nadu. In base al numero di abitanti la città rientra nella classe IV (da 10.000 a 19.999 persone).

## Geografia fisica
La città è situata a 08° 37' 44 N e 77° 54' 39 E.

## Società

### Evoluzione demografica
Al censimento del 2001 la popolazione di Srivaikuntam assommava a 16.214 persone, delle quali 7.832 maschi e 8.382 femmine. I bambini di età inferiore o uguale ai sei anni assommavano a 1.744, dei quali 881 maschi e 863 femmine. Infine, coloro che erano in grado di saper almeno leggere e scrivere erano 12.436, dei quali 6.368 maschi e 6.068 femmine.